# تمسین اگرتون
تمسین اگرتون (انگلیسی: Tamsin Egerton؛ زادهٔ ۲۶ نوامبر ۱۹۸۸) بازیگر و مدل اهل بریتانیا است. وی از سال ۲۰۰۱ میلادی تاکنون مشغول فعالیت بوده‌است.
از فیلم‌ها یا برنامه‌های تلویزیونی که وی در آن نقش داشته‌است می‌توان به محاکمه و مجازات، ناپلئون (۲۰۰۲)، شرلوک هلمز و پرونده جوراب ابریشمی (۲۰۰۴)، مراقبت از مامان (۲۰۰۵)، سنت ترینیان (۲۰۰۷)، سنت ترینیان ۲ (۲۰۰۹)،جاستین و شوالیه‌های دلیر (۲۰۱۳)، پیانو بزرگ (۲۰۱۳)، عشاق (۲۰۱۳)، با عشق رزی (۲۰۱۴)، کشتن عیسی(۲۰۱۵)، گریمزبی (فیلم) (۲۰۱۶)، نگاه عشق (۲۰۱۸) اشاره کرد.